# OCS (bouquet)
Pour les articles homonymes, voir Ciné+ OCS et OCS.
OCS, sigle de « Orange Cinéma Séries », est un ancien bouquet de chaînes de télévision françaises consacré aux séries et au cinéma, lancé par l'opérateur Orange en novembre 2008. L'offre est disponible sur le satellite, le câble, l'IPTV et en web TV (OTT). Elle est rachetée par le groupe Canal+, lui-même contrôlé par le groupe Bolloré.

## Historique d'OCS

### Création
Début avril 2008, Orange annonce la création d'Orange Cinéma Séries, un bouquet de six chaînes de télévision payante exclusif aux clients de l'opérateur. À cette occasion, Orange annonce avoir signé des accords pluriannuels avec Warner Bros. International Television, HBO, Fidélité Films et Gaumont.
Orange Cinéma Séries est lancé le 13 novembre 2008. Le bouquet compte finalement cinq chaînes (Orange Ciné Max, Orange Ciné Happy, Orange Ciné Choc, Orange Ciné Novo, Orange Ciné Géants) dont une en haute définition. La totalité des programmes diffusés sont accessibles à la demande pendant 30 jours après leur première diffusion en direct. L'offre se revendique comme le premier service multi-écrans (TV, PC et mobile) consacré au cinéma et aux séries, et vise plus de 100 000 abonnés fin 2009.
En février 2009, les groupes Canal+ et SFR (tous deux filiales de Vivendi) portent plainte contre Orange auprès de l'Autorité de la concurrence à la suite de l'obligation d'être client de l'opérateur pour accéder au bouquet Orange Cinéma Séries.
Orange Cinéma Séries revendique 324 000 abonnés un an après son lancement.
En juin 2010, le nouveau directeur général de France Télécom Stéphane Richard déclare qu'Orange n'a pas vocation à être éditeur de contenus et recherche désormais des partenaires pour ses chaînes. Des discussions sont entamées avec Canal+ et News Corp.

### Premier rapprochement avec Canal+
En septembre 2010, Orange annonce être en discussions avec le groupe Canal+ pour fusionner Orange Cinéma Séries et TPS Star. Les salariés s'allient quant à eux avec les fonds suédois Parsifal et anglo-saxon Searchlight pour un rachat des chaînes Orange Cinéma Séries.
En janvier 2011, Canal+ et Orange annoncent leur projet de création d'une co-entreprise, détenue à parts égales, rapprochant leurs chaînes Orange Cinéma Séries et TPS Star. Cette dernière serait fusionnée avec Orange Ciné Max pour donner naissance à Orange Ciné Star. Les quatre autres chaînes du bouquet resteraient inchangées.
Afin d'éviter tout problème anticoncurrentiel, le projet de fusion Orange Ciné Max / TPS Star est annulé et Canal+ accepte de prendre un tiers du capital d'Orange Cinéma Séries en juillet 2011. Par ce biais, le bouquet met fin à sa politique de distribution exclusive avec Orange. Toutefois, l'Autorité de la concurrence impose à Canal+ de céder sa participation dans Orange Cinéma Séries afin d'autoriser la fusion de CanalSat et TPS. Le fonds d'investissement suédois Parsifal et le distributeur Wild Bunch manifestent à nouveau leur intérêt pour un rachat du bouquet en août 2012. Canal+ restera finalement actionnaire des chaînes mais sans pouvoir au sein de la direction.

### Décollage de l'offre
En septembre 2012, Orange Cinéma Séries devient OCS afin d'accroître sa distribution chez les autres opérateurs.
En 2013, OCS renouvelle son accord de distribution avec HBO jusqu'en 2017. Celui-ci prévoit désormais l'ajout des anciennes saisons des séries HBO en streaming. À cette occasion, OCS lance sa plateforme OCS Go et met fin à sa chaîne OCS Novo, remplacée par OCS City consacrée aux programmes HBO. OCS annonce également la création du label OCS Signature pour ses séries originales (Q.I., Lazy Company, In America).
Grâce à l'ouverture de sa distribution chez CanalSat, SFR et Numericable, OCS passe de 400.000 abonnés en avril 2012 à 1,6 million fin juillet 2013. Le bouquet vise 3 millions d'abonnés en 2015 pour atteindre l'équilibre financier. Il annonce avoir passé le cap des 2 millions d'abonnés en avril 2014.
En mars 2015, OCS signe un accord pluriannuel avec Sony Pictures Television pour la diffusion en première exclusivité de ses nouveaux films ainsi que pour l'acquisition de multiples séries (Transparent, Mozart in the Jungle, Powers).
Afin d'accroître son audience, OCS se lance en distribution directe (OTT) via sa plateforme en novembre 2016.
En 2017, OCS rafle l'exclusivité du catalogue HBO jusqu'en 2022, mettant fin aux deuxièmes fenêtres de diffusion sur des chaînes concurrentes. Un accord exclusif pluriannuel est également noué avec UGC Images pour les films du distributeur en première exclusivité.
Un nouveau projet de fusion est évoqué en mai 2018 entre les chaînes OCS et Altice Studio (détenant des accords exclusifs avec NBCUniversal, Paramount et Discovery). Un an plus tard, il est annoncé que les discussions n'ont pas abouti, faute d'accord sur le prix.
En janvier 2019, OCS inaugure un nouvel label OCS Originals pour des créations originales plus longues et à plus gros budget (Le Nom de la rose, Devils, Sentinelles). Le label OCS Signature s'ouvre en parallèle à la production de films originaux (L'Invitation, Deep Fear, Pilote).
OCS atteint 3,1 millions d'abonnés en janvier 2020.

### Rachat par Canal+
Avec la disparition annoncée des programmes HBO sur OCS (WarnerMedia, maison-mère de HBO, souhaitant lancer sa propre plateforme en France), Orange engage fin 2020 un processus de vente du bouquet, en incluant Orange Studio afin de maximiser les marques d'intérêt de potentiels acquéreurs. Les groupes Canal+, Warner Bros. Discovery (anciennement WarnerMedia), Sky et Mediawan se montrent intéressés par une éventuelle reprise. Toutefois, la plupart des acteurs intéressés ne remettent pas d'offre ferme, craignant notamment la non-reconduction du contrat de distribution avec Canal+, actionnaire minoritaire, qui représente près des trois quarts du parc total d'abonnés OCS.
Au 1er janvier 2023, OCS perd l'intégralité des productions HBO supérieures à deux ans. Les chaînes OCS City et OCS Choc fusionnent en conséquence et deviennent OCS Pulp.
Le 9 janvier 2023, le groupe Canal+ annonce avoir signé un protocole d'accord avec Orange en vue d'acquérir les parts de l'opérateur dans OCS et Orange Studio. L'Autorité de la concurrence valide le rachat, avec conditions, un an plus tard. Orange se serait engagé à supporter les pertes futures d'OCS en versant des minimums garantis au groupe Canal+ sur trois à quatre ans (le bouquet avait accumulé plus de 600-700 millions d'euros de pertes cumulées depuis 2008). À terme, le groupe Canal+ prévoit de fusionner OCS avec son bouquet Ciné+.

## Liste des chaînes

### Chaînes actuelles
| Chaîne       | Description et programmation |
| ------------ | --- |
|              | OCS Max est la chaîne principale du bouquet. Lancée le 13 novembre 2008 sous le nom Orange Ciné Max, elle propose les grosses productions à portée familiale et les séries françaises produites par OCS. Seule chaîne en haute définition au lancement du bouquet, elle absorbe la programmation de OCS Happy lors de sa fermeture en 2013. Une fusion entre Orange Ciné Max et TPS Star avait été annoncée deux ans plus tôt mais n'a finalement pas eu lieu. La chaîne s'arrête le 3 juillet 2024 en précédant Ciné+ OCS. |
|              | Née de la fusion de OCS City et OCS Choc, OCS Pulp est lancée le 12 janvier 2023. Sa programmation est orientée vers un public plus adulte (action, horreur, thriller, etc.) avec notamment du cinéma indépendant. Elle propose également des films érotiques et pornographiques à l'instar d'OCS Max. La chaîne s'arrête le 3 juillet 2024 en précédant Ciné+ OCS. |
|              | Lancée le 13 novembre 2008 sous le nom Orange Ciné Géants, OCS Géants est la chaîne du bouquet consacrée au cinéma de patrimoine et aux films culte. Initialement proposée au format 4/3, elle passe au 16/9 en novembre 2012 puis à la haute définition l'année suivante. La chaîne s'arrête le 3 juillet 2024 en précédant Ciné+ OCS. |
| À la demande | OCS possède également une plateforme délinéarisée proposant ses contenus à la demande. Dès son lancement en 2008, les abonnés pouvaient visionner les programmes via le site orangecinemaseries.fr. Une application Android est lancée en 2011 puis iOS l'année suivante. La plateforme est renommée en OCS Go en septembre 2013 et est enrichie avec les anciens programmes HBO. À partir de 2016, OCS Go permet un accès direct à l'offre sans opérateur. Courant 2019, la marque OCS Go est abandonnée.                  |

### Anciennes chaînes
| Chaîne | Description et programmation |
| ------ | --- |
|        | Lancée le 13 novembre 2008 sous le nom Orange Ciné Happy, OCS Happy était la chaîne familiale du bouquet. Sa programmation était composée de dessins animés, sitcoms, films d’animation, films pour ados et comédies romantiques. Elle disparaît le 10 octobre 2013 et ses programmes intègrent OCS Max.                                                                                                 |
|        | Lancée le 13 novembre 2008 sous le nom Orange Ciné Novo, OCS Novo était la chaîne du cinéma indépendant, aussi bien de patrimoine que récent. Elle proposait également des séries HBO (Les Soprano, La Caravane de l'étrange, Six Feet Under…). La chaîne s'arrête le 10 octobre 2013 et OCS City récupère une partie de sa programmation.                                                               |
|        | Sous-titrée « Génération HBO », OCS City est lancée le 10 octobre 2013 à la suite du renouvellement de l'accord de diffusion avec HBO. Sa programmation est consacrée aux programmes du network américain, notamment vingt-quatre heures après leur diffusion outre-Atlantique en version originale sous-titrée. À la suite de l'expiration de l'accord fin 2022, la chaîne s'arrête le 12 janvier 2023. |
|        | Lancée le 13 novembre 2008 sous le nom Orange Ciné Choc, OCS Choc visait un public adulte avec une programmation de films d'horreur, de science-fiction, de fantastique ou encore de thrillers. Elle proposait également des séries en première diffusion. La chaîne s'arrête le 12 janvier 2023 et sa thématique rejoint OCS Pulp.                                                                      |

## Identité visuelle

### De 13 novembre 2008 à 22 septembre 2012

Logo d'Orange Ciné Max du 13 novembre 2008 au 22 septembre 2012.
Logo d'Orange Ciné Happy du 13 novembre 2008 au 22 septembre 2012.
Logo d'Orange Ciné Choc du 13 novembre 2008 au 22 septembre 2012.
Logo d'Orange Ciné Novo du 13 novembre 2008 au 22 septembre 2012.
Logo d'Orange Ciné Géants du 13 novembre 2008 au 22 septembre 2012.

### De 22 septembre 2012 à 1 février 2022

Logo d'OCS Max du 22 septembre 2012 au 1er février 2022.
Logo d'OCS Happy du 22 septembre 2012 au 10 octobre 2013.
Logo d'OCS Choc du 22 septembre 2012 au 1er février 2022.
Logo d'OCS Novo du 22 septembre 2012 au 10 octobre 2013.
Logo d'OCS Géants du 22 septembre 2012 au 1er février 2022.
Logo d'OCS City du 10 octobre 2013 au 1er février 2022.

### De 2022 à 2024

Logo d'OCS Pulp du 12 janvier 2023 au 3 juillet 2024.
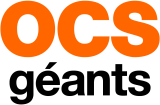
Logo d'OCS Géants du 1 février 2022 au 3 juillet 2024.
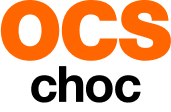
Logo d'OCS Choc du 1 février 2022 au 12 janvier 2023
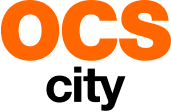
Logo d'OCS City du 1 février 2022 au 12 janvier 2023.
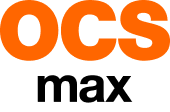
Logo d'OCS Max du 1 février 2022 au 3 juillet 2024.

### Voix Off
- Laura Blanc (depuis 2011)

## Programmes

### Séries télévisées
OCS possède des accords avec HBO et Sony Pictures Television pour la diffusion exclusive de séries produites par ces médias mais aussi avec d'autres producteurs comme MGM pour la série The Handmaid's Tale diffusée aux États-Unis sur Hulu, TBS (Turner Broadcasting System International), AMC pour The Walking Dead et Starz. OCS annonce en mars 2017 avoir renouvelé pour quatre ans supplémentaires le contrat cadre qui le lie à HBO et proposer ainsi aux abonnés l'exclusivité de toutes les nouvelles productions à venir ainsi que la poursuite des séries déjà diffusées sur les chaînes.
Le contrat liant OCS à HBO a expiré le 31 décembre 2022, engendrant la disparition de nombreuses séries du catalogue appartenant à HBO. Certaines séries plus récentes restent malgré tout présentes en intégralité ou partiellement (avec seulement les saisons les plus récentes).

### Créations originales
OCS produit des créations originales depuis 2011, distinguées en deux labels. Les séries OCS Signature sont des productions françaises au format 26 minutes, axées sur la comédie ou la comédie dramatique. Cinq à six d'entre-elles sont produites chaque année, financées à 50 % par le bouquet[réf. nécessaire]. Depuis 2017, OCS coproduit également avec Orange Studio des séries originales à portée internationale, au format 52 minutes, sous le label OCS Originals[source secondaire souhaitée].

### Films américains
OCS détient un contrat de première exclusivité concernant les droits de diffusion de tous les nouveaux films du studio Sony Pictures Entertainment (Columbia Pictures, Tristar Pictures, Sony Pictures Animation, Screen Gems et Sony Pictures Classics) ainsi que ses films de catalogue (accord pluriannuel annoncé le 3 mars 2015).
Via son accord avec SND (Société de distribution du groupe M6), Orange a accès aux films du mini-studio Summit Entertainment 20th Century Fox Paramount Pictures (Twilight, Divergente…).
Orange signe également deux autres accords avec Disney concernant les films Marvel (que Disney a racheté et distribue dans le monde entier), puis DreamWorks SKG distribué à travers sa filiale Touchstone Pictures. Le contrat se termine après la diffusion de Thor : Le Monde des ténèbres.
OCS possède également les droits exclusifs des films du studio américain Metro-Goldwyn-Mayer (MGM), propriétaire des James Bond, Rocky et coproducteur de la trilogie Le Hobbit. Ce contrat ne soit pas renouvelé après 2016, Canal+ diffusant en premier 007 Spectre ainsi que Creed.
À l'origine des chaînes Orange Cinema Séries, Warner Bros. a signé un accord exclusif pour tous les nouveaux films du studio. Harry Potter et le Prince de sang mêlé, The Dark Knight Rises ou encore Invictus et Very Bad Trip ont été diffusés sur le bouquet. Ce contrat n'a pas été renouvelé passé novembre 2013. OCS n'a cependant pas cessé de puiser dans son catalogue pour alimenter ses chaînes.
OCS annonce le 11 juillet 2017 avoir passé un accord avec UGC Images (qui fait suite à l'accord entre UGC et Orange Studio sur la distribution de films en salle) et pourra proposer en première et seconde fenêtres exclusives aux 2,6 millions d'abonnés : Gaston Lagaffe, Qu'est-ce qu'on a encore fait au Bon Dieu ?, Churchill…
TF1 Studio propose certaines de ses productions en première ou seconde fenêtres exclusives à OCS, concernant des films produits en France ou des acquisitions américaines.
Au niveau catalogue de films (Back catalogue) les chaînes d'Orange puisent aussi dans ceux d'Action Concept, RTL Television, Universal Pictures, Paramount Pictures, DreamWorks Animation, Miramax, 20th Century Fox, Regency Enterprises et StudioCanal, Pathé, UGC, Orange Studio ainsi que Gaumont et TF1 Studio.

## Diffusion
À l'origine, les chaînes OCS étaient uniquement diffusées sur le bouquet de la TV d'Orange. À la suite d'un changement de stratégie, le groupe a étendu la diffusion des chaînes aux divers opérateurs satellite, câble et IPTV.
Le 5 avril 2012, Canalsat reprend les chaînes Orange Cinéma Séries[source secondaire souhaitée].
Depuis le 16 décembre 2014, FRANSAT propose aussi un abonnement au bouquet OCS
Le 1er juin 2017, OCS rejoint VideoFutur.
Le 4 juillet 2017, OCS rejoint Molotov.
Le 2 août 2017, OCS rejoint le bouquet Teleclub Premium[source secondaire nécessaire].
Le 18 mars 2020, OCS rejoint Prime Video.